# 贡达尔 (阿马兰蒂)
贡达尔 (阿马兰蒂)（葡萄牙語：Gondar (Amarante)）是葡萄牙波尔图区的一个堂区。总面积9.63平方公里，总人口1693人，人口密度175.8人/平方公里。

## 友好城市
- 法國 朗热